# LAV-25
LAV-25 er en otte-hjulet pansret mandskabsvogn (PMV), der bruges af det amerikanske marinekorps. Den er baseret på Mowag Piranha køretøjerne.
LAV-25 bliver drevet af en Detroit Diesel Turbo-Charged motor. Den har 4-hjulstræk på de bageste hjul, der kan skiftes til 8-hjulstræk. Køretøjet er også amfibisk, hvilket betyder at det kan "svømme", men ikke i høje bølger. I vand er den maksimale fart 12 km/t, mens typisk fart på land er 85 km/t i enten 4- eller 8-hjulstræk. Brændstoføkonomien er dog nedsat ved 8-hjulstræk.
Bevæbningen er en M242 Bushmaster 25 mm kanon, to M240 7,62 mm maskingeværer og 2 fireløbede røgkastere.
Besætningen er tre mand, og den kan bære fire passagerer med kampudrustning. Køretøjet har gennemgået mange forandringer i de sene 1990'ere. Efter de har gennemgået en modernisering er alle LAV-25 nu opgraderet til LAV-25A1 standarden, og der er bevilget penge til opgradering til LAV-25A2 standarden. Opgraderingerne inkluderer øget ekstern og intern ballistisk panser, forbedret brandbekæmpelsesudstyr samt en forbedring af affjedringen og et nyt thermisk sigtemiddel med indbygget laser afstandsmåler.

## Varianter

### LAV-25
Standard modellen udstyret med et kanontårn med 360° drejning, bevæbnet med en M242 Bushmaster 25 mm maskinkanon med 420 skud, både panserbrydende pileskud og højeksplosive. Heraf er halvdelen klar til brug, mens 210 skud er lagret. Et M240C maskingevær er også placeret i kanontårnet parallelt med M242 kanonen.

### LAV-AT (anti-tank)
Er en LAV udstyret med et affyringsrør til TOW-missiler. Den er også udstyret med et M240E1 maskingevær. Den medbringer 16 TOW-missiler og 1.000 7,62 mm skud til maskingeværet.

### LAV-M (morter)
En LAV med mulighed for at åbne taget. Indvendigt er der en 81 mm M252 morter, der kan dreje 360°, med 99 81 mm mortergranater. Derudover et M240E1 maskingevær med 1.000 skud.

### LAV-AD (luftforsvar)
En LAV udstyret med et elektrisk drevet 25 mm GAU-12 Equalizer gatling kanon, samt to missilramper med hver 4 FIM-92 Stinger antiluftskytsmissiler. Den medbringer 990 skud til 25 mm kanonen og 16 Stinger missiler, Denne variant er ikke længere i tjeneste.

### LAV-R (bjergningskøretøj)
Er en LAV udstyret med en lille kran og et spil, til bjergning af køretøjer, specielt andre LAV'er. Den er bevæbnet med et M240E1 maskingevær med 1.000 skud.

### LAV-C2 (kommandokøretøj)
LAV med forhøjet tag så den kan medbringe ekstra radio udstyr. Den er bevæbnet med et M240E1 maskingevær med 1.000 skud.

### LAV-MEWSS (mobilt elektronisk krigsførelse system)
LAV modificeret til brug i elektronisk krigsførelse.

### LAV-EFSS (Expeditionary Fire Support System)
Er en foreslået erstatning for LAV-M, udstyret med et 120 mm mortersystem.